# Barrsjön, Västergötland
Barrsjön är en sjö i Laxå kommun i Västergötland och ingår i Göta älvs huvudavrinningsområde.